# Auditorio de Tenerife
El Auditorio de Tenerife es obra del arquitecto Santiago Calatrava. Se ubica en la avenida de La Constitución de la capital canaria, Santa Cruz de Tenerife (islas Canarias, España), al lado del océano Atlántico en la parte sur del Puerto de Santa Cruz de Tenerife. Su construcción comenzó en 1997 y finalizó en 2003, siendo inaugurado por el entonces príncipe de Asturias, Felipe de Borbón. En 2005 fue visitado por el expresidente de Estados Unidos, Bill Clinton. El edificio se encuadra en la arquitectura neo-futurista de finales del siglo XX. El Auditorio de Tenerife es sede de la Orquesta Sinfónica de Tenerife.
El moderno perfil del auditorio ha llevado a que sea considerado un emblema de la ciudad de Santa Cruz y de la isla de Tenerife. Es el edificio civil más moderno de Canarias y es una atracción turística de la isla. El servicio postal de Correos incluyó al auditorio en una serie de seis sellos que emitió en marzo de 2008, con imágenes de obras emblemáticas de la arquitectura española, por su singularidad. En 2011, la imagen del auditorio fue incluida en una serie de monedas conmemorativas de 5 euros, en las que aparecían emblemas de varias ciudades españolas. Además el edificio se ha convertido en un plano de establecimiento en películas, series de televisión o programas ambientados en la ciudad de Santa Cruz y la isla de Tenerife.

## Ubicación

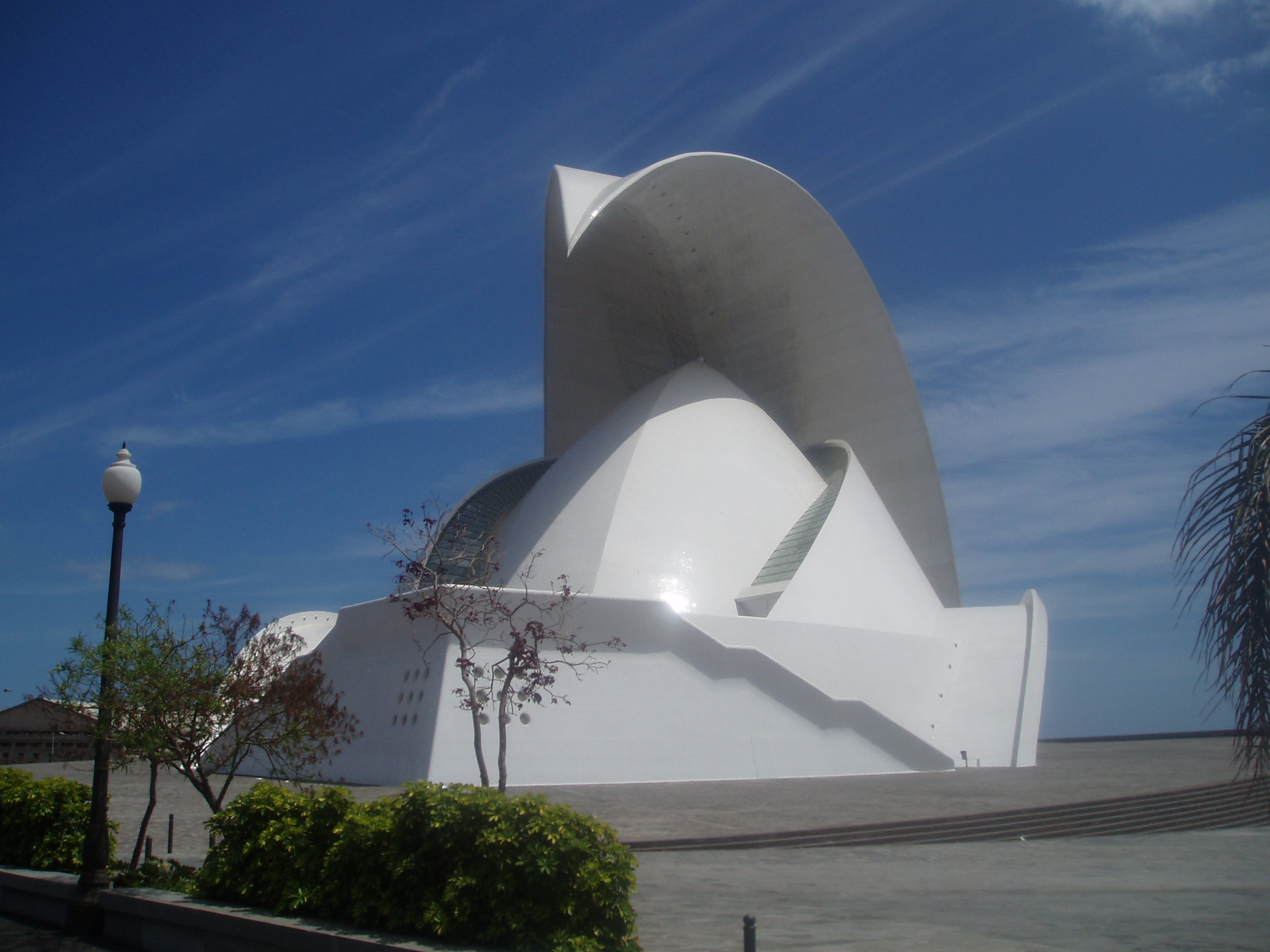
Auditorio de Tenerife desde la avenida de la Constitución

El Auditorio de Tenerife se ubica en la céntrica zona de Cabo-Llanos en la ciudad de Santa Cruz de Tenerife, entre la avenida de La Constitución, el parque Marítimo César Manrique y el Puerto de Santa Cruz de Tenerife, a poca distancia del intercambiador o estación del Tranvía de Tenerife.
Junto al auditorio se alzan las dos Torres de Santa Cruz.

## Proyecto
En 1977, y en respuesta a las voces que desde 1970 demandaban la construcción de un auditorio en Tenerife, el Pleno Insular aprobó la ubicación de un auditorio en la finca El Ramonal, y al año siguiente comenzó el concurso de ideas para la redacción del proyecto. Inicialmente se acordó la designación del proyecto al arquitecto Antonio Fernández Alba. Más tarde, en 1985, el Pleno Insular aprueba la nueva ubicación del auditorio en la finca El Chapatal. En 1987 se abandona el proyecto anterior en favor de los arquitectos Antonio Fernández Alba, Vicente Saavedra y Javier Díaz Llanos. En 1989 comienzan los contactos con el arquitecto valenciano Santiago Calatrava Valls, quien sería finalmente el diseñador de los planos. En 1991 se presenta públicamente el anteproyecto del Auditorio de Tenerife ubicado al final de la avenida Tres de Mayo de la capital, y en 1992 se crea la comisión de supervisión y control. En 1996 se aprueba el cambio de emplazamiento hacia el castillo de San Juan Bautista, situado junto al mar.
En 1997 dan comienzo las obras de movimiento de tierras en el emplazamiento definitivo. A lo largo de 2001 se colocan las 17 piezas metálicas que forman la sobrecubierta. En 2002 se completan las labores de hormigonado y enfoscado con trencadís blanco en el exterior, y concluyen los trabajos acústicos en las salas.
Fue inaugurado de manera oficial por el príncipe de Asturias, Felipe de Borbón, el 26 de septiembre de 2003. En la inauguración estuvieron presentes los enviados especiales de varias publicaciones de prensa internacionales y los de varias revistas de decoración y arquitectura.
El Auditorio fue visitado por el expresidente de Estados Unidos, Bill Clinton en julio de 2005, durante su estancia en Tenerife para participar en las jornadas sobre la Plataforma Logística Atlántica.
El 28 de enero de 2011 el Cabildo de Tenerife aprobó por unanimidad la propuesta del cambio de nombre del edificio pasando este a llamarse "Auditorio de Tenerife Adán Martín" en memoria del presidente del Gobierno de Canarias, Adán Martín, quien había promovido su construcción desde la presidencia del Cabildo de Tenerife. Si bien, el edificio sigue siendo conocido popularmente por su nombre original, Auditorio de Tenerife.

## El edificio

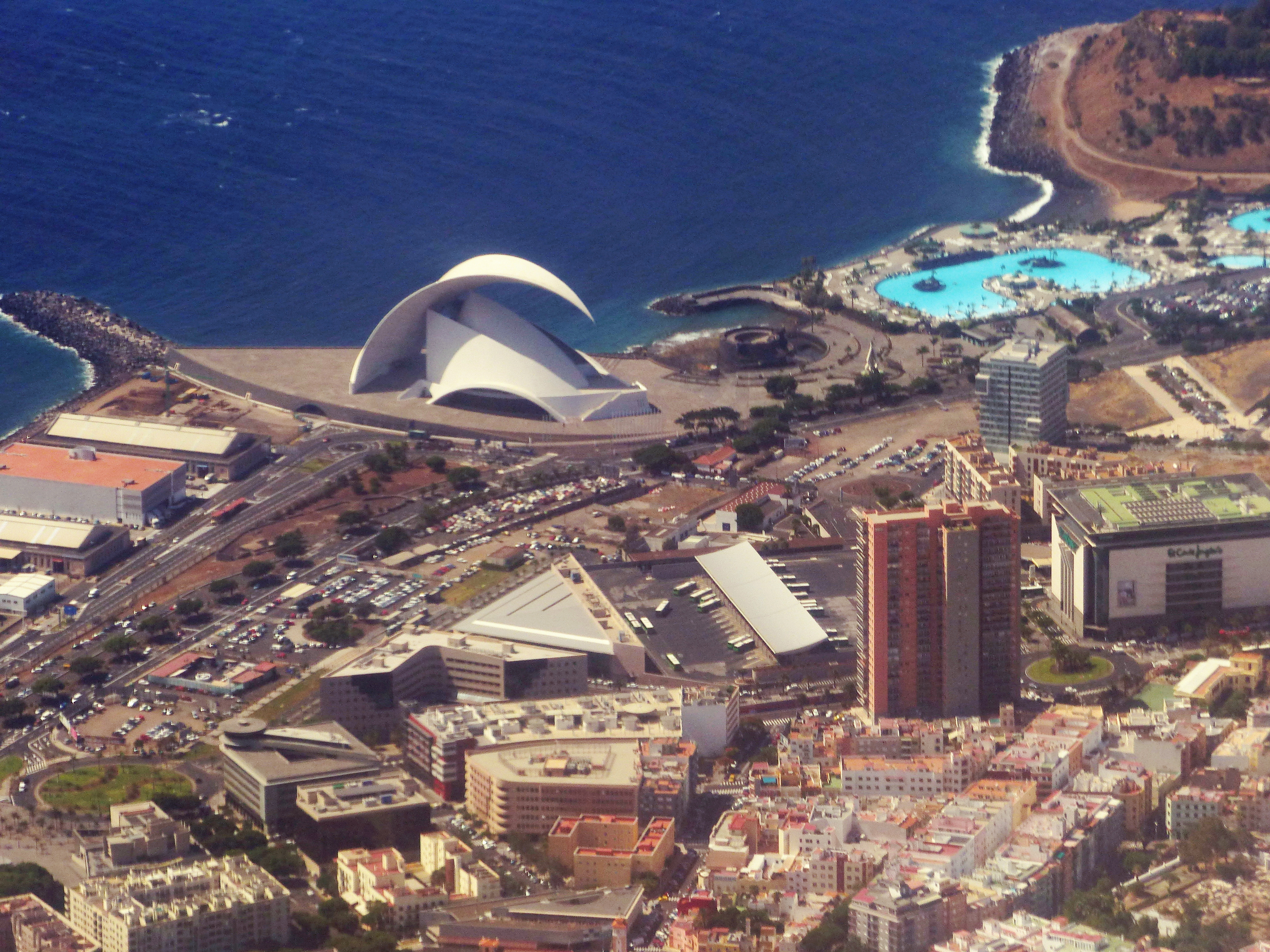
Auditorio de Tenerife desde el cielo

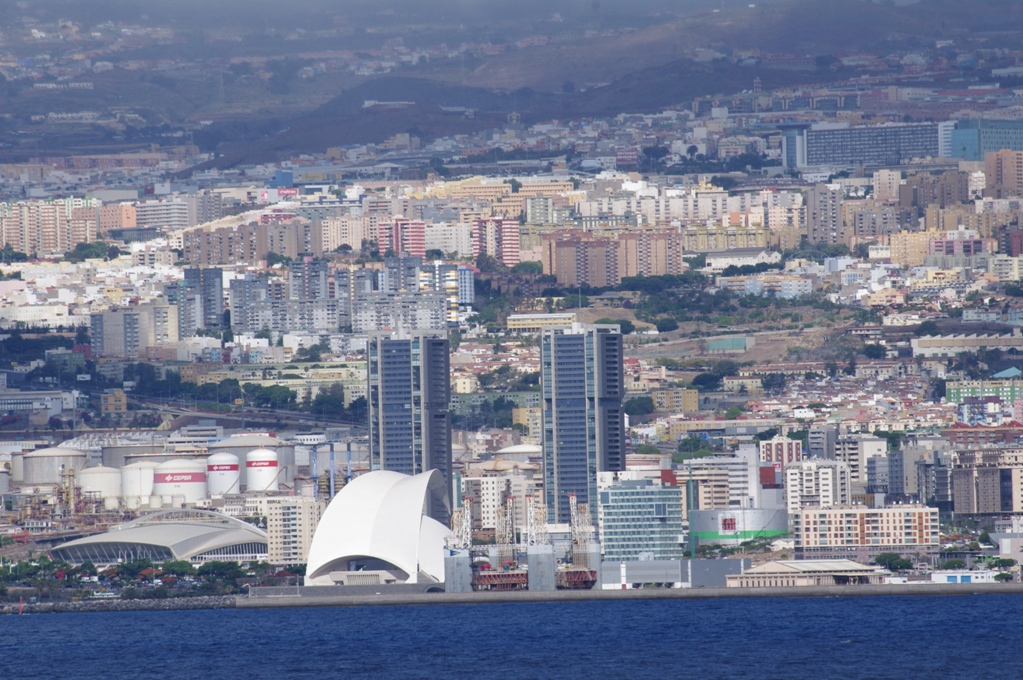
Auditorio de Tenerife y Torres de Santa Cruz vistos desde el mar

El edificio se levanta sobre una parcela de 23000 m² en la que cubre 6471 m², distribuidos en dos salas. 
El edificio es emblemático por su sobrecubierta, tanto por su imagen como por la técnica usada para su sustentación: está sustentada por su base, en uno de sus lados, y por un punto de apoyo en el centro, que descarga sobre la cubierta principal, de forma que su extremo libre en forma de punta aparece suspendido, desafiando la gravedad. Las dimensiones aproximadas del elemento son 60 m de anchura en su base, 100 m de longitud en proyección horizontal, y 40 m de altura.
Por su parecido con la Casa de la Ópera de Sídney en Australia, desde su inauguración algunos medios periodísticos se han referido a la ciudad de Santa Cruz de Tenerife con la perífrasis «La Sídney del Atlántico».

### Sala Sinfónica
La Sala Principal o Sala Sinfónica, coronada por una cúpula, dispone de 1616 butacas en anfiteatro, así como un escenario con una embocadura 16,5 m y un fondo de catorce. Partiendo del escenario, a ambos lados del patio de butacas emergen los tubos del órgano diseñado por Albert Blancafort, quien ha diseñado otros órganos, como el de la catedral de Alcalá de Henares o el que se encuentra en el Auditorio Alfredo Kraus de Gran Canaria. El diseño y la construcción de estos órganos están alejados de los tradicionales, y el del Auditorio de Tenerife  proporcionan una calidad envolvente, al estar las fuentes de sonido dispuestas alrededor del público.

### Sala de Cámara
La Sala de Cámara reproduce la distribución en anfiteatro de la sala sinfónica a una escala menor, y cuenta con 422 localidades. En el vestíbulo, al que se accede desde dos laterales del edificio, se encuentran la sala de prensa, una tienda y una cafetería. Hay doce camerinos individuales y otros tantos colectivos, así como habitaciones para peluquería, maquillaje, vestuario, etc. En su exterior dispone de dos terrazas aledañas a sendas plazas con vistas al Atlántico.

### Hall
Es un gran espacio, 1200 m² diáfanos, enmarcado por dos grandes puertas de madera. Desde su interior se puede ver el océano Atlántico.

### Galerías Puerto y Castillo
Se puede acceder desde la Sala Sinfónica, desde el Hall Principal y directos desde la calle Este, este espacio goza de vistas al mar y al Parque Marítimo César Manrique. Es un espacio abierto y protegido al mismo tiempo. Superficie: 300 m².

## Usos

### Programación cultural
En su programación escénica tienen cabida diversos ciclos musicales como Tenerife Danza, Jazz Atlántico, Músicas del Mundo, Entre Amigos o Grandes Intérpretes; además de acoger las temporadas de la Orquesta Sinfónica de Tenerife, las del Festival de Ópera de Tenerife y, conjuntamente con el Teatro Pérez Galdós y el Auditorio Alfredo Kraus de Las Palmas de Gran Canaria, las sesiones correspondientes al Festival de Música de Canarias.

### Eventos
Las instalaciones del Auditorio están preparadas para atender la demanda de celebración de congresos, jornadas, presentaciones de productos o convenciones. Además de las salas del auditorio, se utilizan para estos cometidos otras dos salas adyacentes de diversa capacidad y otras instalaciones comunes de uso polivalente. El edificio del auditorio y su entorno, también es promocionado para servir de marco para filmaciones de cine y televisión o el rodaje de anuncios publicitarios. 
El auditorio, también es utilizado como telón de fondo en el Día de las Fuerzas Armadas, durante el mes de mayo, en donde las mejores piezas de artillería son expuestas a los pies del edificio como si de un "gran museo militar al aire libre" se tratase. Durante la celebración del Día de Canarias el 30 de mayo, el Auditorio de Tenerife acoge la entrega de los Premios Canarias y las Medallas de Oro de la comunidad autónoma. Este acto cuenta con la presencia del presidente del Gobierno de Canarias y las máximas autoridades autonómicas, insulares y locales.
En septiembre de 2014, dentro del Festival Internacional Starmus, el auditorio recibió la visita de Stephen Hawking, quién está considerado el científico más famoso del mundo.

### Gala de los Premios Dial

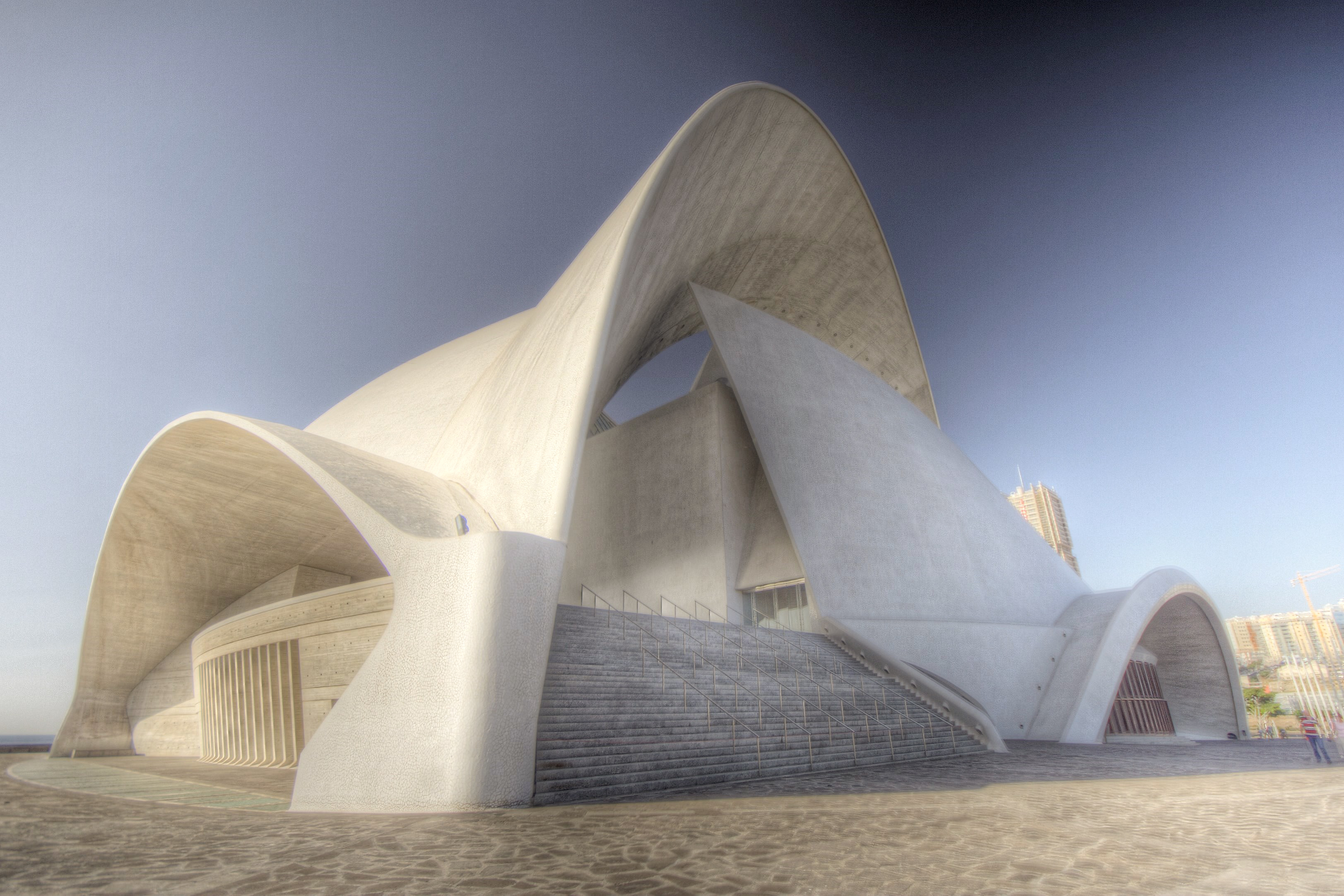
Auditorio de Tenerife, detalle

Varias galas de los premios de Cadena Dial se han celebrado en este auditorio de la capital tinerfeña reuniendo a diversos cantantes latinos nacionales e internacionales, entre ellos Laura Pausini, Chayanne, Amaral, Amaia Montero, Eros Ramazzotti, Beatriz Luengo, Camila, Estopa, Luis Fonsi, Manolo García, Melocos, Tiziano Ferro, Malú, Melendi, La Oreja de Van Gogh, Pitingo, Rosario Flores y Sergio Dalma entre otros. Además, rostros conocidos del mundo del espectáculo, la televisión y la radio han entregado los galardones: Paz Vega, Santi Millán, Fernando Tejero, Marta Torné, José Mari Manzanares, Elena Rivera, José Ramón de la Morena, Pablo Motos y Gemma Nierga. Desde 2006 hasta 2013 la entrega de los premios de Cadena Dial se realizaba en este edificio. Uno de los actos singulares de esta gala es el paseo de los cantantes por la alfombra verde de la Cadena Dial, instalada a los pies del auditorio.
El responsable de la cadena subrayó la repercusión internacional de los Premios Dial que llega al otro lado del Atlántico a través de la red de emisoras de Unión Radio Bésame Radio, Colombia, México, Chile y Costa Rica, en la cadena convencional Continental Radio en Argentina y en las emisoras de 40 Principales de Panamá, Argentina, Guatemala y Ecuador.
Además, cada año la gala es retransmitida por televisión, en la Televisión Canaria y en Cuatro, televisión que es la encargada de dar difusión a este acto en cobertura nacional e internacional.

## Focos e iluminación

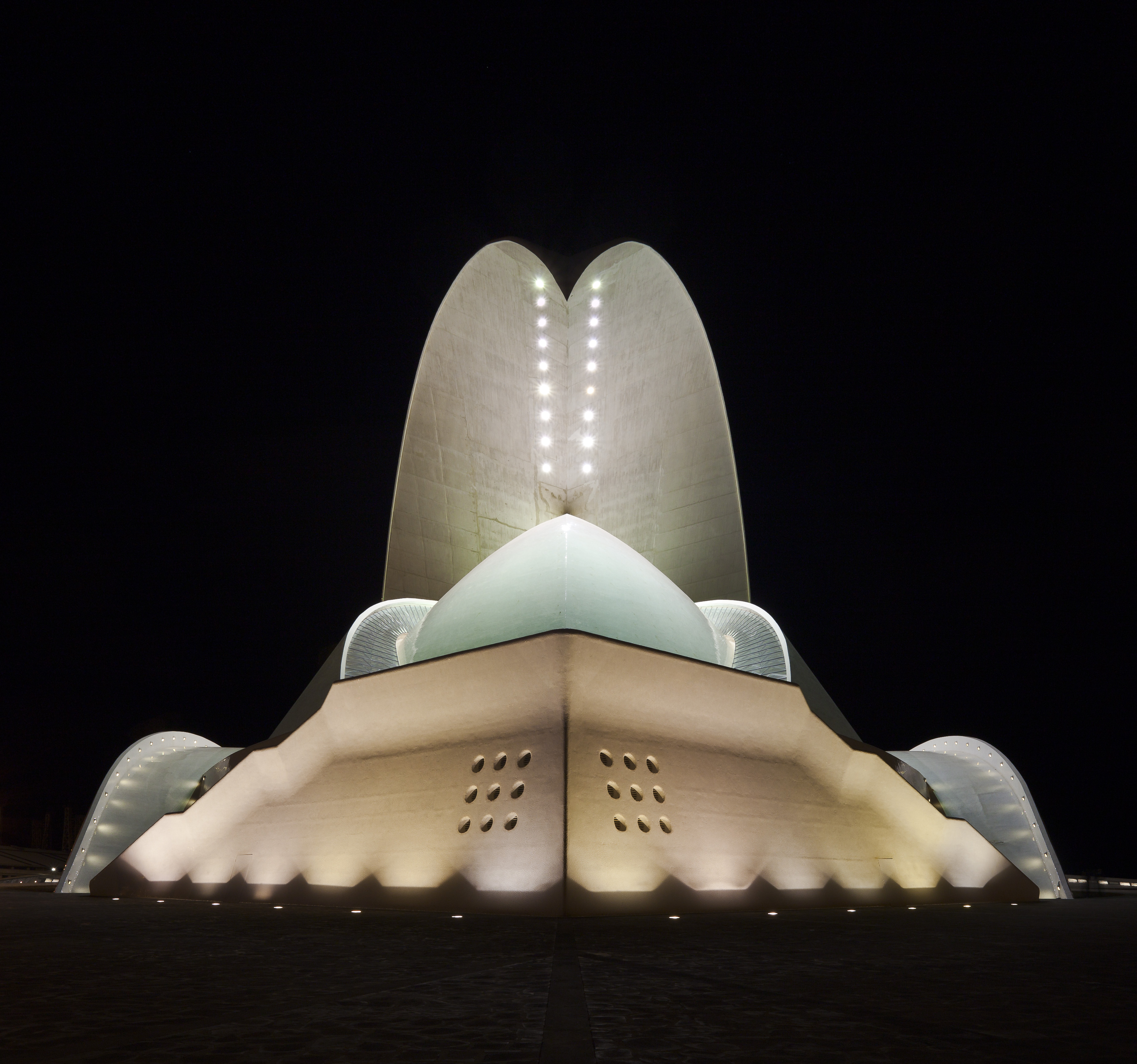
Auditorio de noche

Un espectáculo muy vistoso es el que brinda el edificio por la noche cuando está iluminado (generalmente de color blanco) y en días especiales se cambia el color a varios tonos de acuerdo con la celebración, como por ejemplo la noche de Fin de Año 2007-2008 el auditorio se vistió de blanco y amarillo (además se reflejó en el ala del edificio un reloj de luz para marcar las horas). 
El 23 de septiembre de 2008, fue iluminado de verde para celebrar los 30 años de Transportes Interurbanos de Tenerife (TITSA). Además se proyectó el logo de la empresa en el auditorio.
Para conmemorar el Día Mundial de la Diabetes, el auditorio se ilumina de azul. También el auditorio se suma a la iniciativa "La Hora del Planeta", una campaña ecologista contra el cambio climático que propone que los monumentos más famosos de las ciudades y países se apagen durante una hora para luchar contra el cambio climático. 
Por su parte, durante los Premios anuales de la Cadena Dial, el Auditorio de Tenerife tiene una iluminación especial en varios colores, generalmente verde, color oficial de esta cadena de radio, además se proyecta en el ala del edificio, la imagen de los artistas conforme llegan a la alfombra verde.
Además de los efectos lumínicos, cuando se celebra en el auditorio alguna convención nacional o internacional, los mástiles de banderas situados junto al edificio, lucen las enseñas nacionales de los países participantes (tal es el caso del World Port Strategy Forum), o los estandartes con el logotipo de diferentes empresas que patrocinan dichos foros.

## En la cultura popular
- En la película estadounidense Rambo V: Last Blood de 2019, rodada en parte en Santa Cruz de Tenerife, aparecen varias secuencias de la panorámica de la ciudad en donde se distinguen las Torres de Santa Cruz y el Auditorio de Tenerife.[17]

- El Auditorio se utilizó como escenario para uno de los episodios de la serie británica Doctor Who, concretamente el episodio 12 llamado "Orphan 55", que se emitió en enero de 2020.[18]

- Parte del videoclip de la canción Universo con la que el cantante Blas Cantó representó a España en el Festival de la Canción de Eurovisión 2020 fue rodada en el Auditorio.[19]

- El edificio apareció en How Did They Build That? (¿Cómo construyeron eso?) del Smithsonian Channel, episodios de "Opera Houses" en 2021.

- En la serie The One de 2021, rodaron diversas escenas en el Auditorio, además han grabado también en uno de los laboratorios de la Universidad de La Laguna (ULL).[20]

- En la serie Fundación de 2021, rodaron diversas escenas alrededor del Auditorio.[21]

- En la serie española Una vida menos en Canarias de 2024, aparece el Auditorio de Tenerife y varios otros lugares emblemáticos de Santa Cruz de Tenerife y de la isla.

- En la película estadounidense Day Drinker de 2026, protagonizada por Johnny Depp, varias secuencias fueron grabadas en el edificio.[22]

## Galería

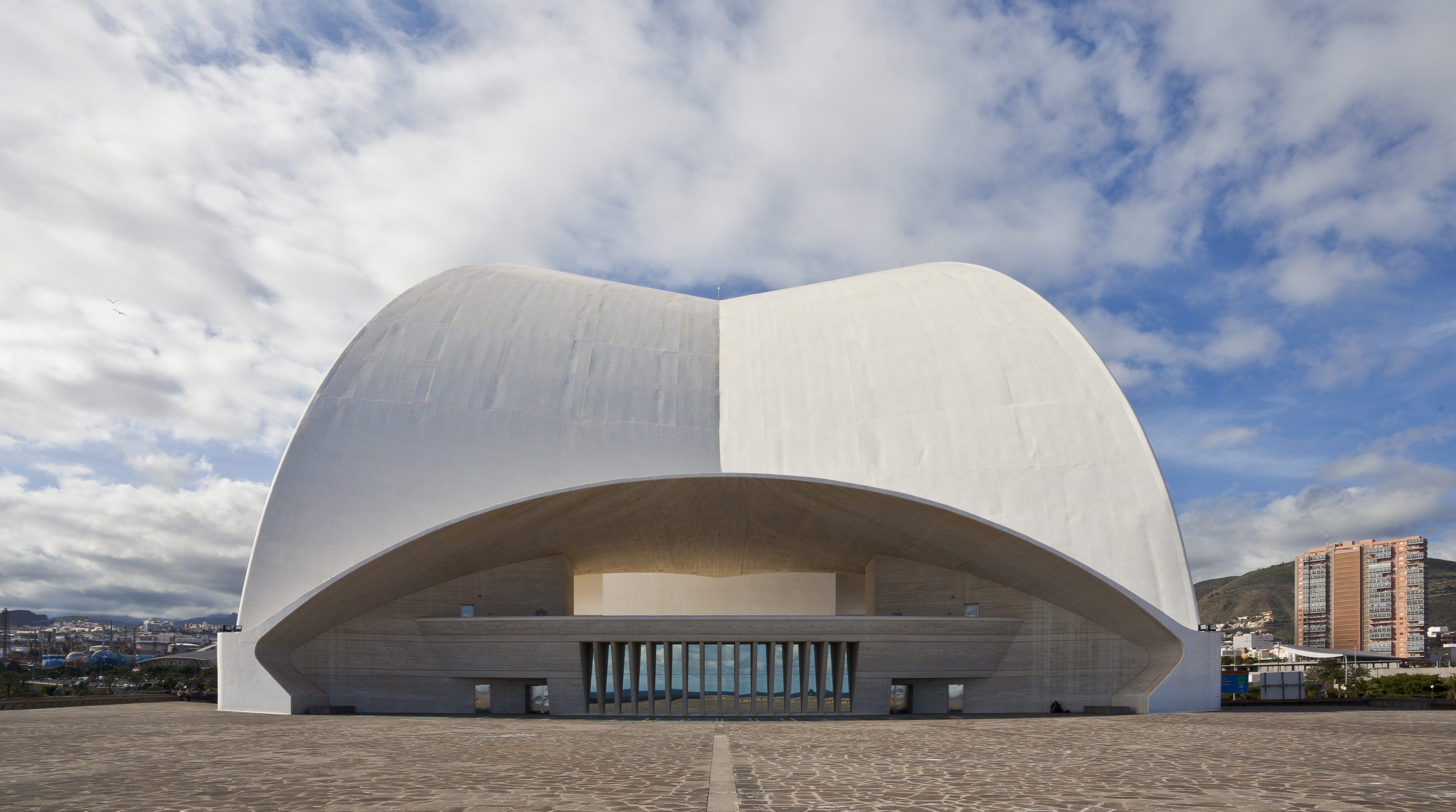
El Auditorio de Tenerife visto desde la Plaza Alisios
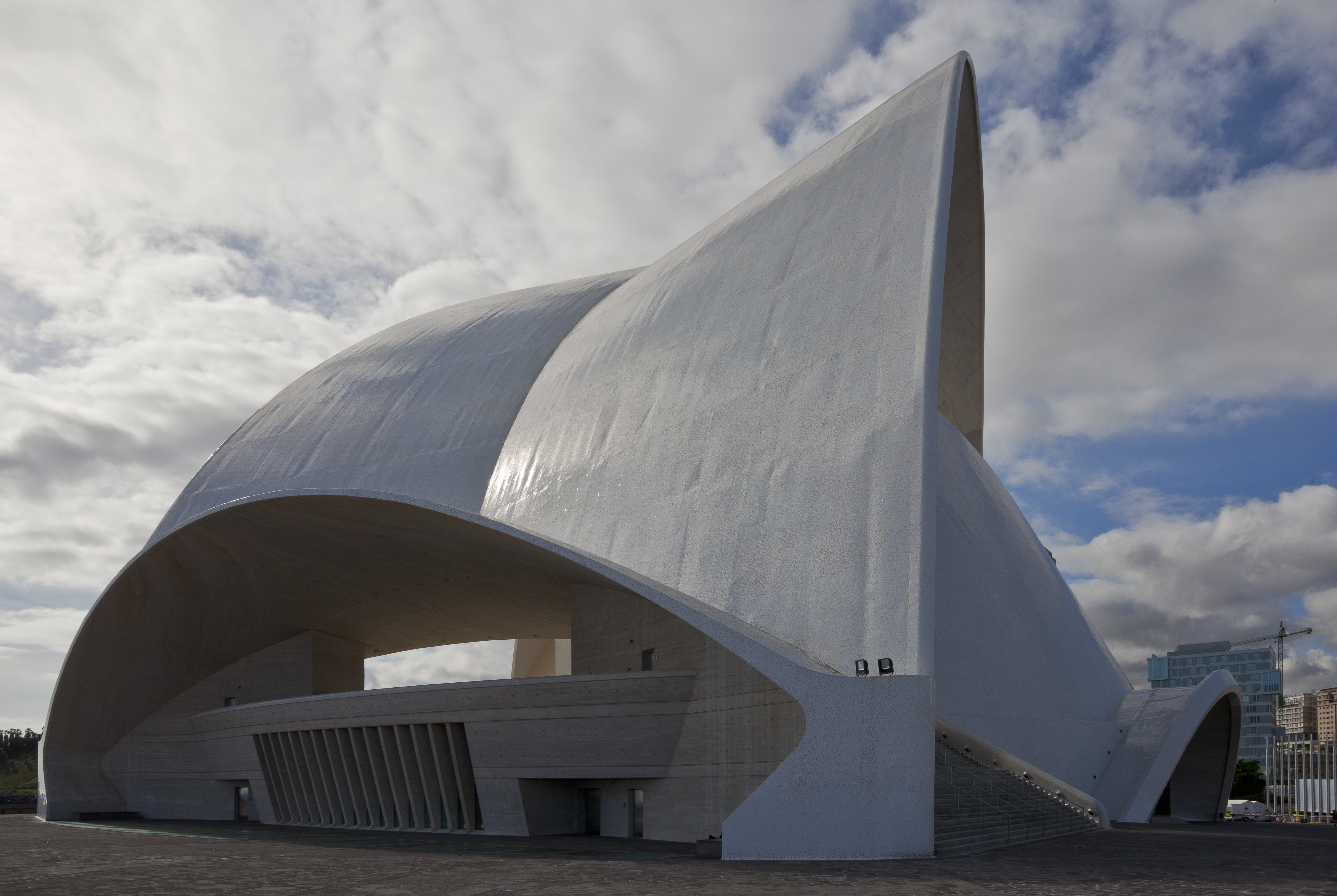
Lateral del arco del auditorio
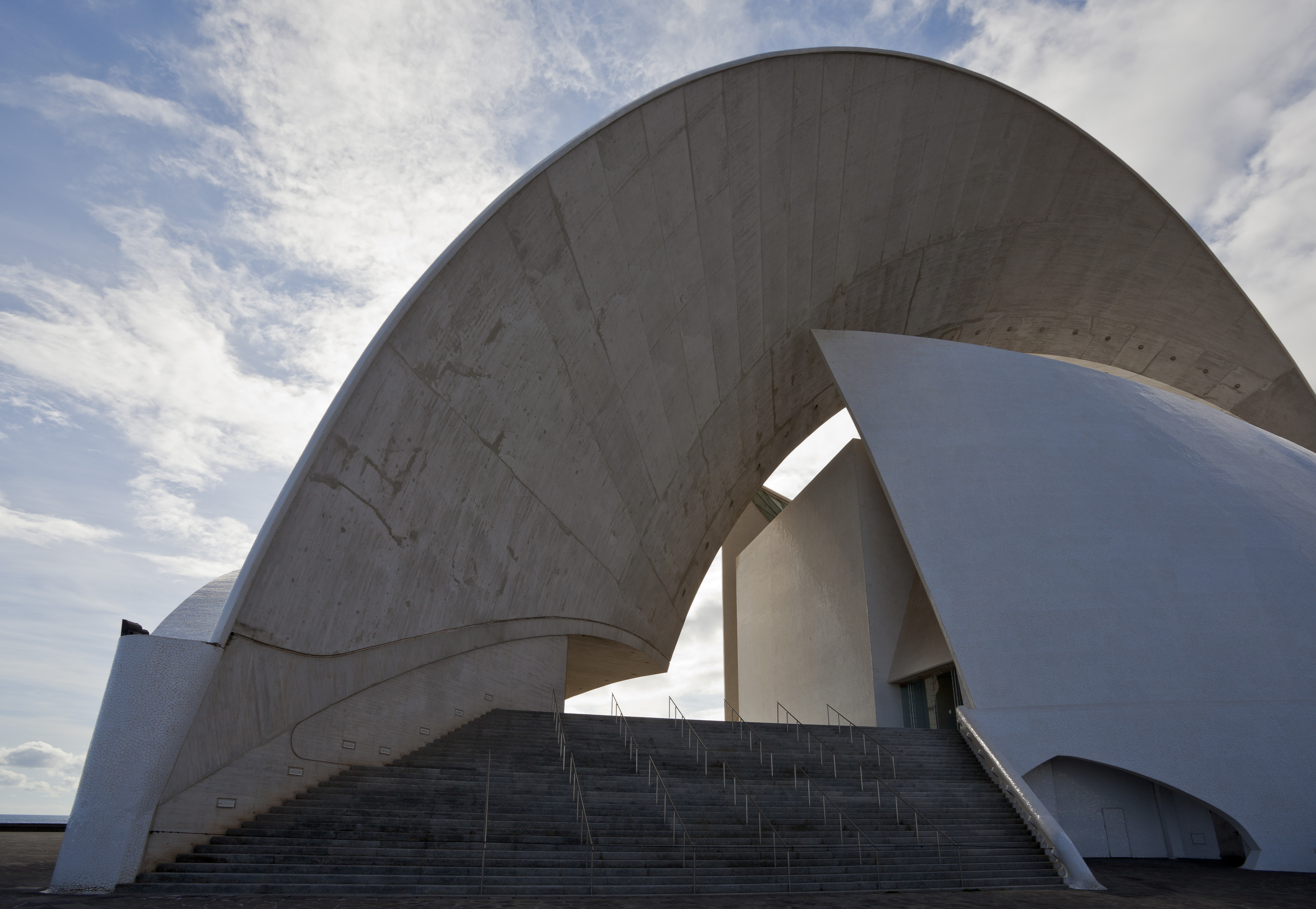
Parte posterior
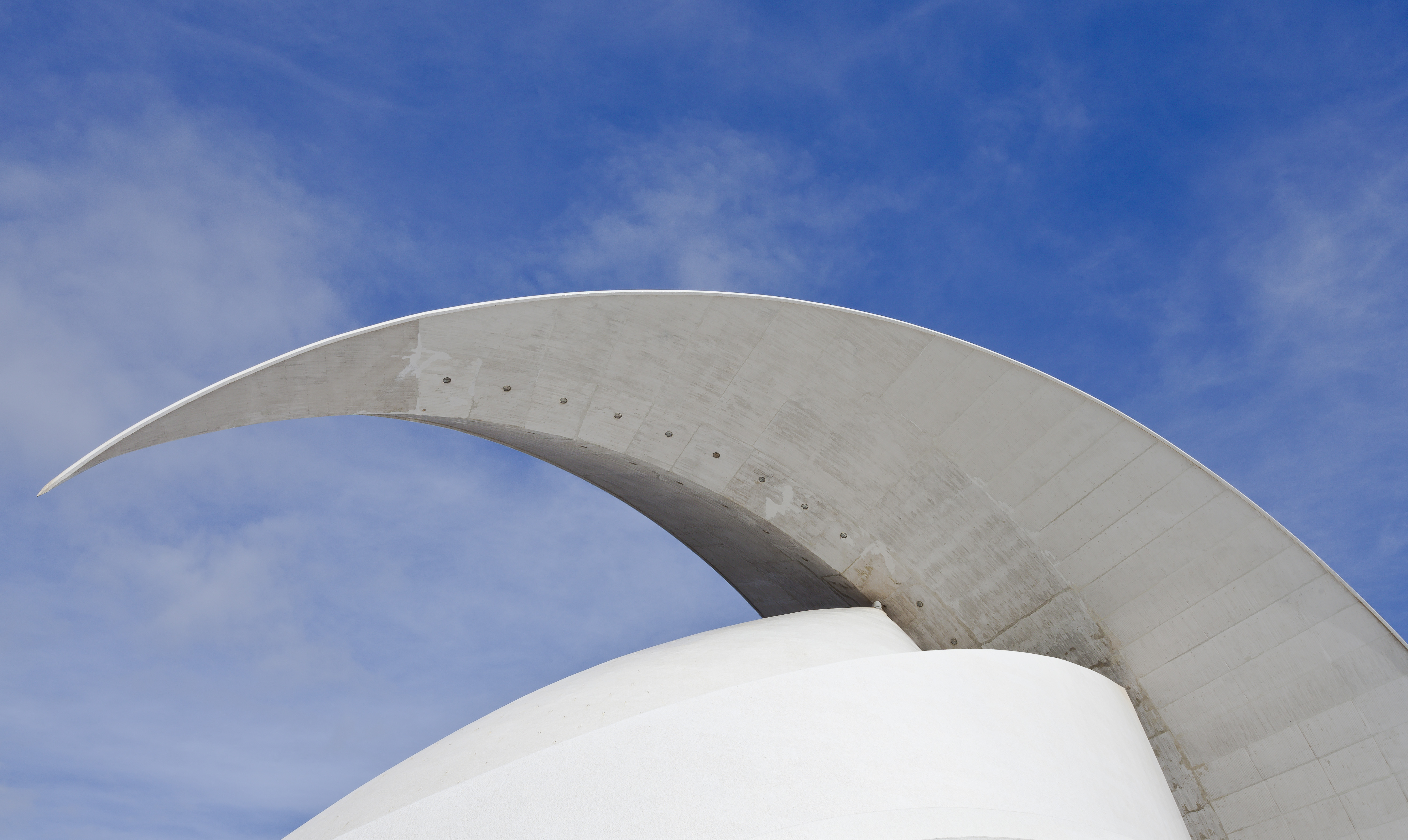
«Ala» o «arco» del auditorio
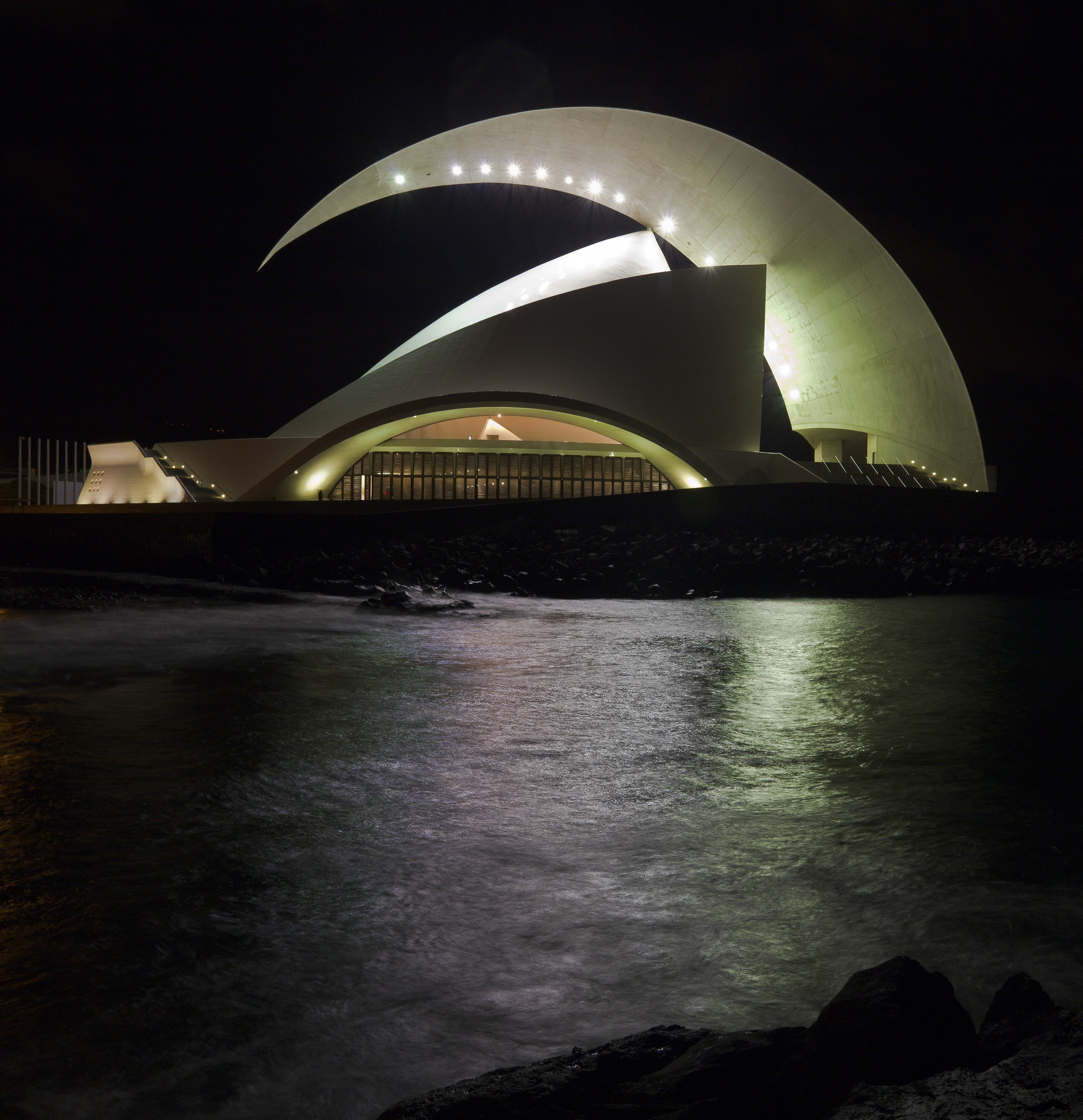
El auditorio de noche junto al mar
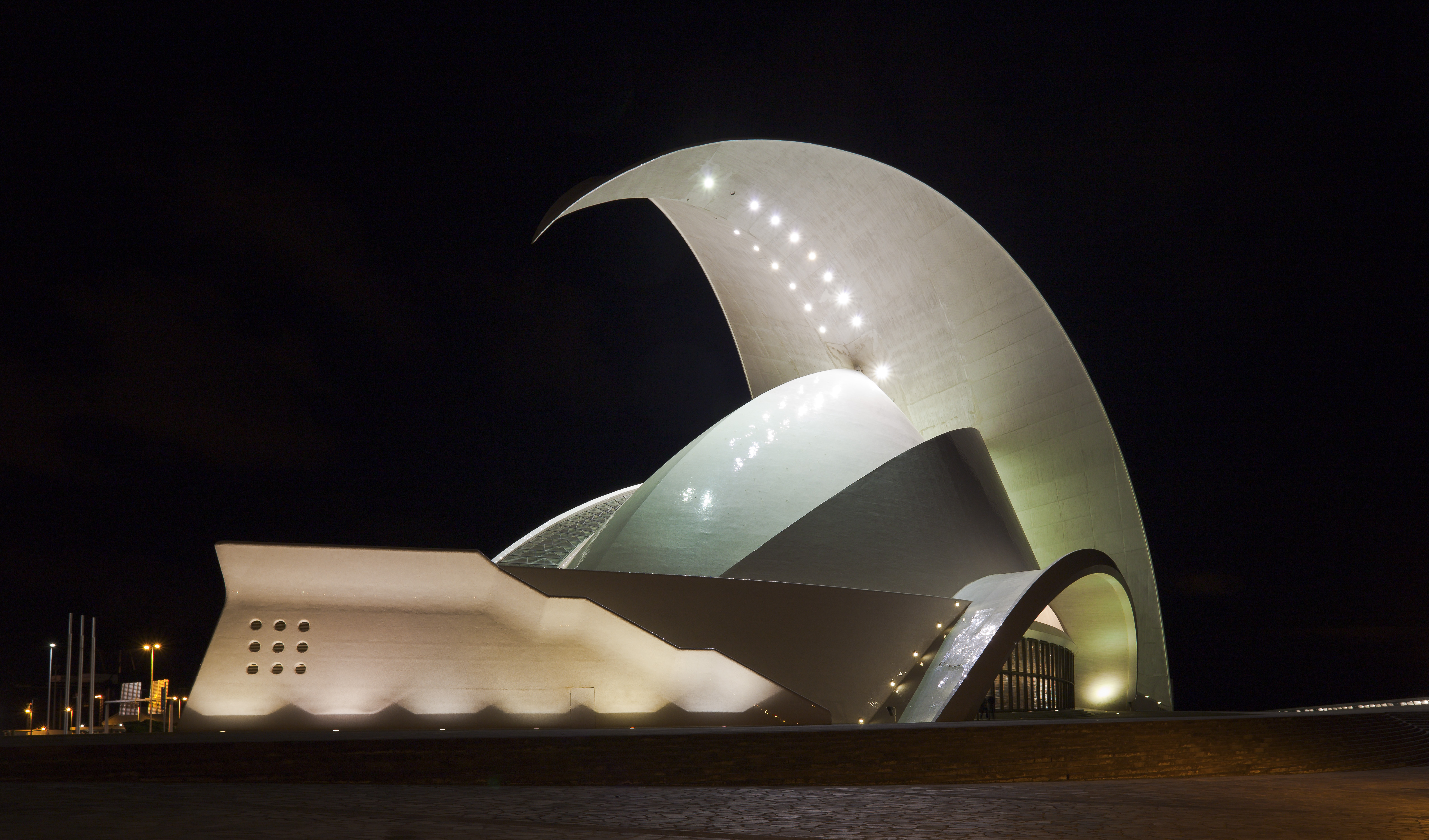
Perspectiva nocturna
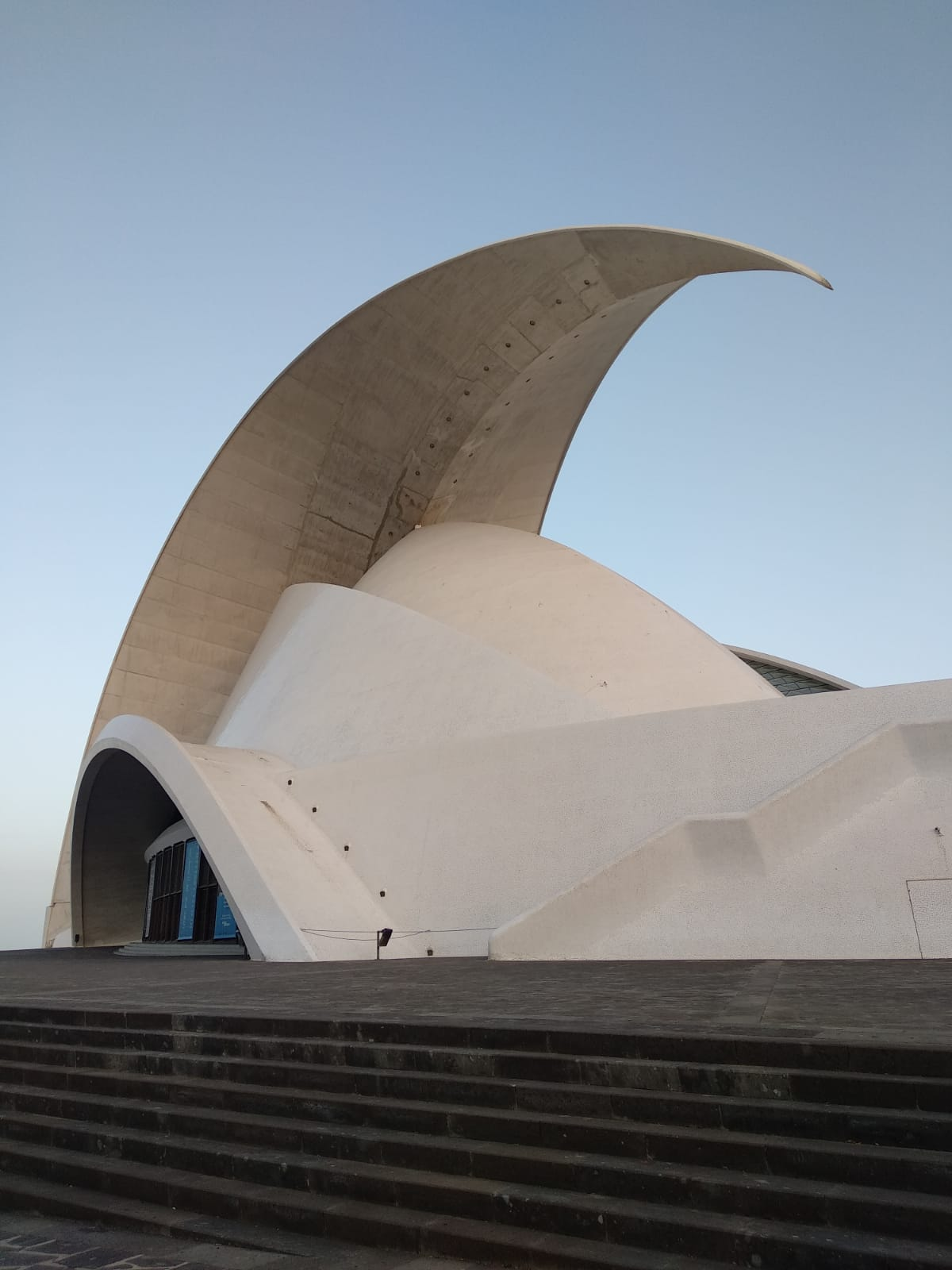
Parte izquierda